# Irbisia bliveni
Irbisia bliveni är en insektsart som beskrevs av Schwartz 1984. Irbisia bliveni ingår i släktet Irbisia och familjen ängsskinnbaggar. Inga underarter finns listade i Catalogue of Life.